# Малышев, Михаил Григорьевич
Михаил Григорьевич Малышев (16 февраля 1916, Дерябино, Костромская губерния — 29 августа 1994, Макарий, Нижегородская область) — старший лейтенант Советской Армии, партизан Великой Отечественной войны, Герой Советского Союза.

## Биография
Михаил Малышев родился 16 февраля 1916 года в селе Дерябино (ныне — Варнавинский район Нижегородской области). Окончил сельскую школу, после чего работал сначала на станции шелководства, затем на железной дороге.
Осенью 1937 года Малышев был призван на службу в Рабоче-крестьянскую Красную Армию, служил механиком-водителем танка на Дальнем Востоке. Окончил полковую школу младших командиров, участвовал в боевых действиях у озера Хасан. С июля 1941 года — на фронтах Великой Отечественной войны.
В сентябре 1941 года Малышев оказался в окружении и присоединился к Ямпольскому партизанскому отряду, действовавшему в Сумской области Украинской ССР.
Участвовал во многих операциях отряда, будучи бойцом, командиром отделения разведчиков, а затем командиром взвода.
В конце декабря 1942 года отличился в операции по разгрому немецко-полицейского гарнизона Людвиполе Ровенской области (отделение разведчиков под командованием Малышева бесшумно сняло охранников моста через реку Случь и обезвредило смену охранников в караульном помещении, чем открыла путь в город основным силам отряда).
11 января 1943 года, непосредственно перед атакой партизан на райцентр Городницы Житомирской области, разведчики Малышев, Глухов и Харитоненко захватили и доставили на командный пункт гитлеровского офицера, сообщившего ценные сведения о местонахождении солдат и офицеров гарнизона.
Осенью 1943 стал командиром диверсионно-подрывной роты.
Принимал участие в рейде отряда Александра Сабурова на Правобережную Украину, совершил ряд подрывов мостов и автомашин противника на шоссейных дорогах. Только за 1943 год подрывники группы Малышева пустили под откос 21 немецкий эшелон. В начале 1944 года рота Малышева провела ещё несколько диверсий.
15 февраля 1944 года под руководством Малышева партизаны уничтожили 2 танка и 1 железнодорожный мост, захватили 50 винтовок, 2 пулемёта и 15000 патронов.
Указом Президиума Верховного Совета СССР от 2 мая 1945 года за «образцовое выполнение заданий командования в борьбе против немецких захватчиков, проявленные при этом мужество и героизм и за особые заслуги в развитии партизанского движения» Михаил Малышев был удостоен высокого звания Героя Советского Союза с вручением ордена Ленина и медали «Золотая Звезда».
После окончания войны Малышев продолжил службу в Советской Армии. В 1954 году по состоянию здоровья в звании старшего лейтенанта он был уволен в запас.
Проживал и работал сначала в Казахской ССР, затем в селе Макарий Варнавинского района.
Скончался 29 августа 1994 года, похоронен на кладбище села Макарий.

## Награды
- Медаль «Золотая Звезда» (№ 7377)[2] — 2 мая 1945[1]
- Орден Ленина[1]
- два ордена Отечественной войны 1-й степени и ряд медалей[2].